# Veleda

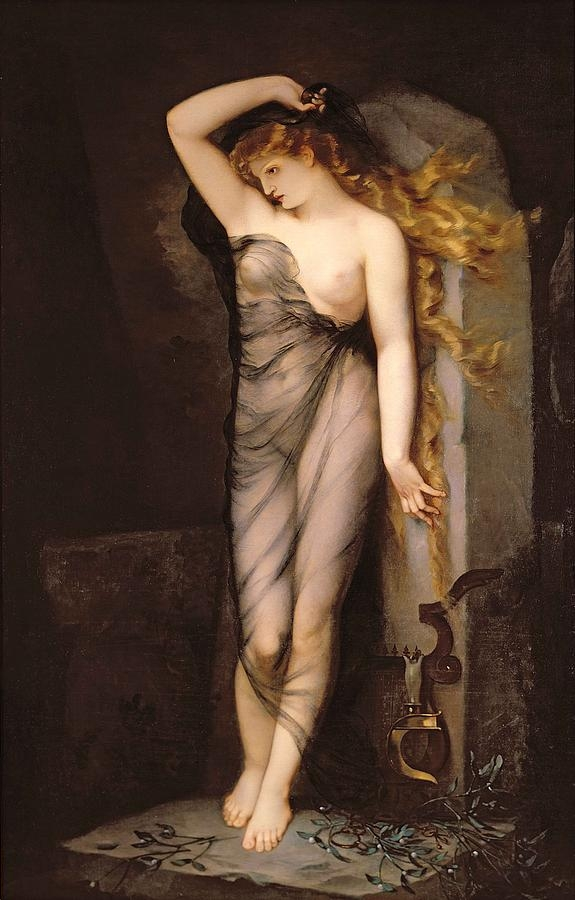
Veleda, Gemälde von André Charles Voillemot (1823–1893), um 1869, Musée des Beaux-Arts Rennes

Veleda oder Velaeda war eine germanische Seherin vom Stamm der Brukterer zur Zeit Vespasians. Historische Bedeutung kommt ihr durch ihre Beteiligung am Bataveraufstand des Iulius Civilis bei, in dem sie den Sieg für die aufständischen Germanen weissagte. Im Jahr 77 wurde sie von den Römern gefangen genommen.

## Historische Ereignisse
Veleda war nach Tacitus (Hist., IV, 61, 65) eine germanische Seherin vom Stamm der Brukterer. Die nach Tacitus hochgewachsene Jungfrau wohnte von der profanen Umwelt zurückgezogen in einem Turm unweit der Lippe. Die Seherin kommunizierte in dieser Funktion nur über Verwandte, die die Anfragen und Antworten übermittelten.
Munius Lupercus, der Legat der XV. Legion, wurde im Bataveraufstand 69/70 nach der Eroberung des Lagers Vetera bei Xanten gefangen genommen. Er wurde von den Eroberern unter Iulius Civilis zur Seherin gesandt, doch wurde er aus unbekannten Gründen unterwegs getötet. Die Brukterer und die Bewohner von Köln, die sich durch die Römer  bedroht sahen, verhandelten miteinander, wobei Veleda und Iulius Civilis  angerufen wurden. Quintus Petilius Cerialis nahm Kontakt zu den beiden Schiedsrichtern auf, um den Krieg zu beenden. Veleda hatte den Aufstand der Bataver unter Civilis und den Sieg der Bataver vorausgesagt, was ihr nach Tacitus einen großen Prestigezuwachs eingetragen hatte. Möglicherweise sah Tacitus die Seherin in Rom persönlich. Nach der Unterdrückung der batavischen Revolte wurde Veleda im Jahr 77 von den Römern gefangen genommen.
Im Jahr 1926 wurde ein Epigramm gefunden, das Veleda verspottete. Es ist in Form eines Orakels abgefasst. Der Fundort Ardea liegt in der Nähe Roms. Wegen des Epigramms glaubte man, das Städtchen sei zeitweise Aufenthaltsort der Veleda gewesen.

## Überlieferung und Namensetymologie
Der Name ist durch mehrere Schriftsteller der Antike belegt. Bei Tacitus (hist. 4,61,2; hist. 4,65,3.4; hist. 5,22,3; hist. 5,24,1; germ. 8,2) sind es die Schreibungen veleda, velaeda, bei Statius (silv. 1,4,90) veleda und bei Cassius Dio (67,5,3) οὐλήδαν (hss. auch βελήδαν). Inschriftlich ist Veleda (ardeatinische Inschrift, 2. Jh. n. Chr.: Βεληδαν … μακρῆς περὶ παρθέν […] ἣν οἳ Ῥηνοπόται σέβουσιν ‚Veleda … über die lange Jungfrau (…), die die Rheinwassertrinker verehren’) als Βεληδαν bezeugt. 
Unsicher ist die Quantität des Mittelvokals -e-. Während dieser bei Statius metrisch kurz erscheint, scheinen die Schreibung -ae- bei Tacitus und -η- bei Cassius Dio und inschriftlich auf ein langes -e- zu weisen. Da bei Fremdnamen die Anpassung von Vokalquantitäten in das römische metrische Schema geläufig und die Vokallänge in drei unterschiedlichen Quellen belegt ist, wird der Name als Velēda anzusetzen sein. Der Name wird zu gallisch *veled- (etwa: „Seher“), irisch fili, Genitiv: filid, walisisch gwelet gestellt (siehe auch Druidin). Möglicherweise handelt es sich also nicht um einen Eigennamen, sondern um eine ursprünglich keltische Amtsbezeichnung für die Offiziantin (Priesterin) eines Kultes.

## Rezeption

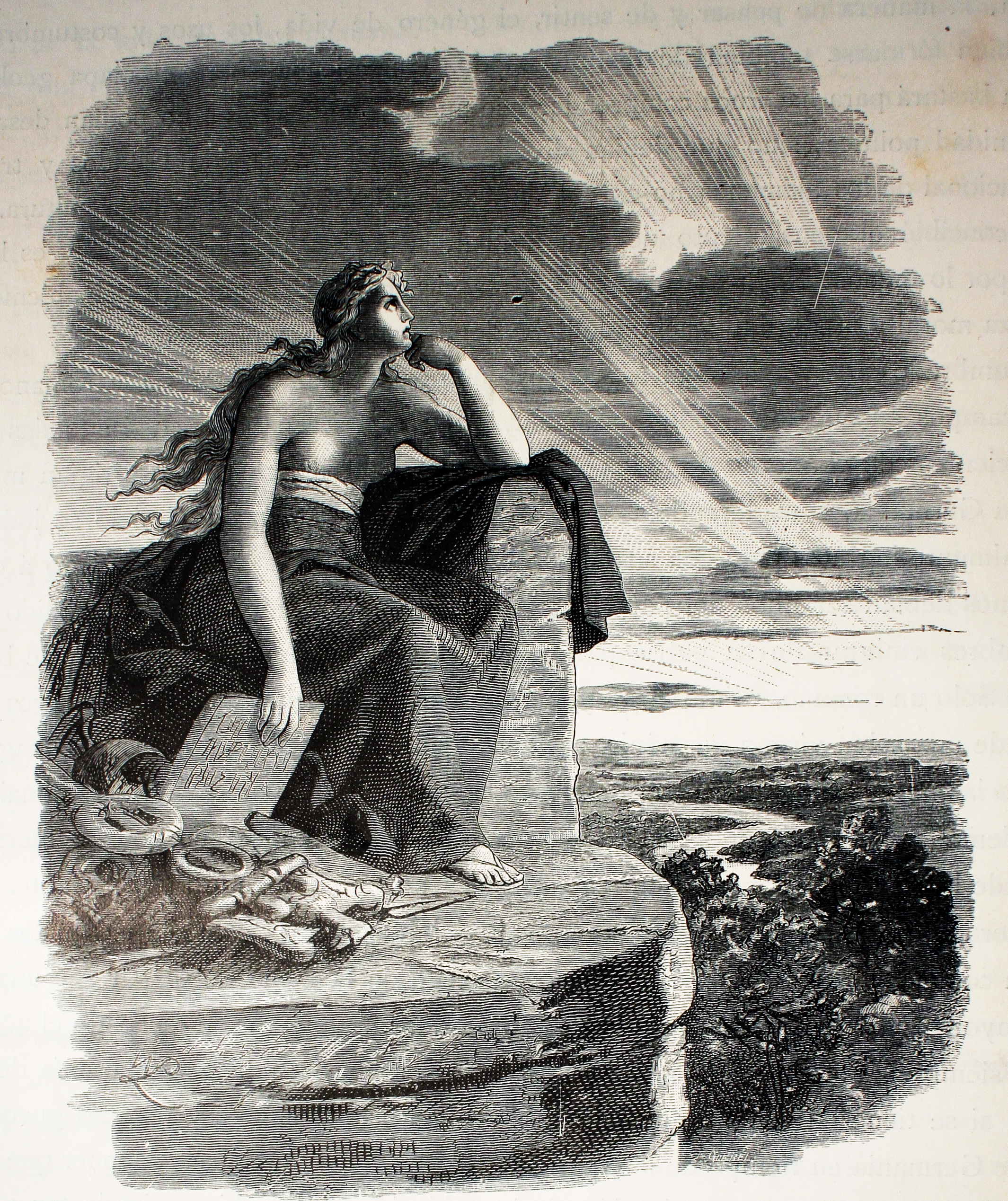
Veleda, Seherin der Germanen Illustration aus dem Jahr 1882

In dem von August von Kotzebue verfassten romantischen Zauberspiel in fünf Akten Die kluge Frau im Walde, oder Der stumme Ritter (1801) kommt „Welleda“ die Titelrolle zu. Im Jahr 1818 veröffentlichte Friedrich de la Motte Fouqué den Roman Welleda und Ganna. In der DDR erschien in den 1960er Jahren das bekannte Kinderbuch Die Wächter der Veleda von Rolf Kahl.
Nach der germanischen Seherin Veleda ist das anthroposophische Pharmaunternehmen Weleda benannt.
In der Walhalla bei Regensburg erinnert eine Gedenktafel an sie.
Der Asteroid (126) Velleda wurde nach ihr benannt.
Die niederländische Metalband Heidevolk widmete ihr auf dem 2012 erschienenen Album Batavi das Instrumentalstück Veleda.